# WebOS
Ne doit pas être confondu avec LG webOS (ou HP webOS, ou encore, Palm webOS)
Un WebOS (Web Operating System, en français système d'exploitation sur le web) est une imitation de bureau ou environnement graphique d'un système d'exploitation. Il s'agit d'une application web de type PIM qui contient des icônes, barres et fenêtres (redimensionnables et déplaçables) et dans certains cas, des applications.